# Starosubchangułowo
Starosubchangułowo – wieś w Rosji, w Baszkortostanie. W 2010 roku liczyła 4609 mieszkańców.